# Bernhard Kähler
Bernhard August Kähler (* 19. Juli 1808 in Kanig b. Guben (Provinz Brandenburg); † 30. Mai 1890 in Neuteich) war ein deutscher Arzt und Politiker.

## Leben
Kähler war der Sohn des Konsistorialrates und Universitätsprofessors Ludwig August Kähler. Er war evangelischer Konfession und heiratete am 30. Mai 1836 Ottilie Pfaul, die Tochter eines Kaufmanns aus Braunsberg. Von 1826 bis 1830 studierte er Medizin an der Universität Königsberg, wo er 1834 zum Dr. med. promoviert wurde.
Zwischen 1832 und 1840 lebte er als praktischer Arzt in Königsberg. Dort war er von 1834 bis 1840 auch Privatdozent der Chirurgie. Zwischen 1840 und 1861 war er Besitzer der Güter Groß- und Klein-Wogenap bei Elbing und von 1861 bia 1866 Besitzer des Guts Salzbach bei Drengfurt. Von 1866 bis zu seinem Tod 1890 lebte er Privatmann, zunächst in Königsberg und seit 1872 in Neuteich.
Vom 20. Mai 1848 bis zum 29. August 1848 (sein Nachfolger wurde Agathon Wernich) vertrat er den Wahlkreis 31. Provinz Preußen (Elbing) in der Frankfurter Nationalversammlung. Im Parlament blieb er fraktionslos und stimmte mit dem Rechten Zentrum.

## Werke
Er war Autor mehrerer medizinischer Schriften, darunter
- Dissertatio de causa Hippocratis et Aretaei, Diss., Königsberg 1834